# Cessna 510 Citation Mustang
El Cessna Citation Mustang (Modelo 510) es un reactor de negocios muy ligero (categoría VLJ, "very light jet") fabricado por Cessna en su planta de Independence, Kansas. El 510 en configuración estándar tiene capacidad para 4 pasajeros y 2 pilotos, aunque está certificado para volar con un solo piloto y cuenta con un pequeño baño. Pertenece a la categoría Cessna Citation.

## Desarrollo

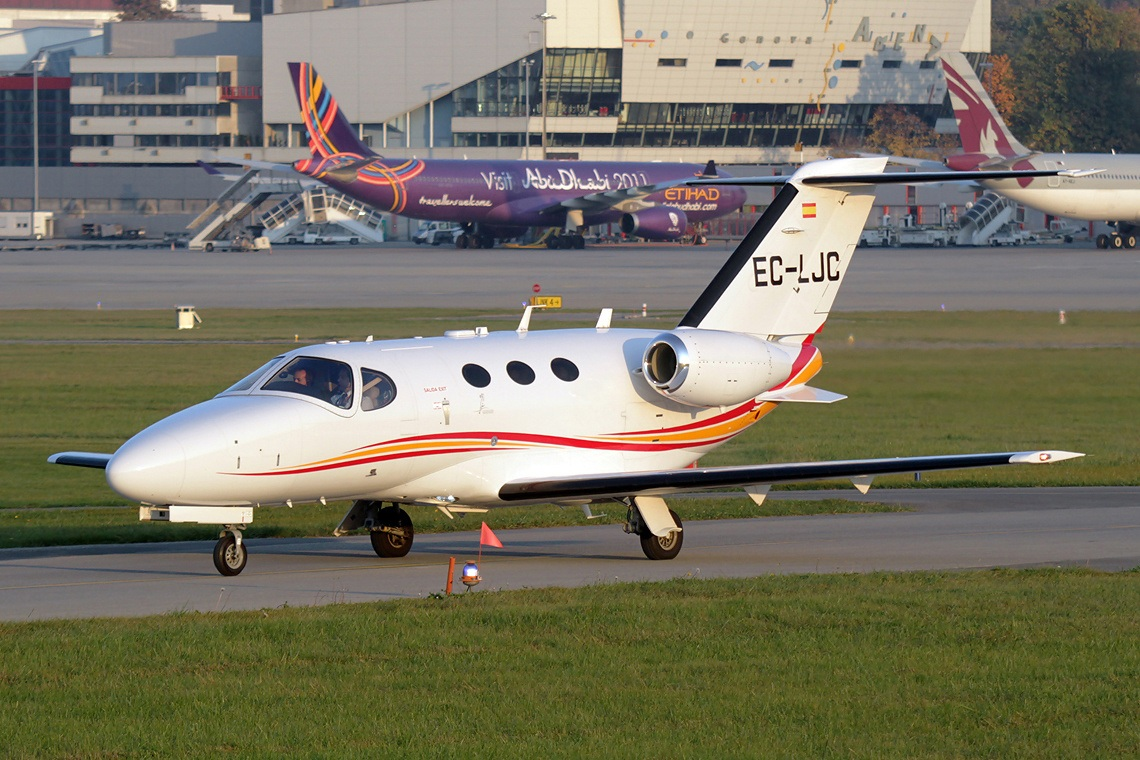
Cessna 510 Citation Mustang en el Aeropuerto de Ginebra, Suiza.

El Mustang es un avión de ala baja con tren de aterrizaje triciclo retráctil. Está motorizado con 2 turbofan Pratt & Whitney Canada PW615F montados en el fuselaje. La estructura del avión es principalmente de aleaciones de aluminio, los largueros de las alas están reforzados. La puerta principal está delante del ala del lado de babor, y cuenta con una pequeña puerta de emergencia en el centro del fuselaje del lado de estribor.

## Características
- Tripulación: 1 o 2 pilotos
- Capacidad: 4 a 5 pasajeros
- Longitud: 12,37 m
- Envergadura: 13,16 m
- Altura: 4,1 m
- Peso vacío: 6750 lb (3062 kg)
- Peso cargado: 8730 lb (3960 kg)
- Peso máximo: 8645 lb (3930 kg)
- Planta motriz: 2× Pratt & Whitney Canada PW615F turbofan, 1460 lbf (6.49 kN) c/u
- Velocidad máxima = Mach 0,63
- Velocidad de crucero = 630 km/h
- Alcance = 2161 km
- Techo de vuelo = 12 500 m
- Relación peso/potencia = 0,169
- Distancia de aterrizaje 729 m

### Desarrollos relacionados
- Cessna Citation

### Aeronaves similares
- Cirrus SJ50 Vision
- Diamond D-Jet
- Eclipse 500
- Embraer Phenom 100
- Honda HA-420 HondaJet